# HK Brest
HK Brest je hokejový klub z Brestu, který hraje Běloruskou hokejovou ligu. Klub byl založen roku 2001. Jejich domovským stadionem je Brest Ice Sport Palace s kapacitou 2000 lidí.